# Moritz Moszkowski
Moritz Moszkowski (in Polen ook met de voornaam: Maurycy aangeduid) (Breslau (nu Wrocław in Polen), 23 augustus 1854 - Parijs, 4 maart 1925) was een Duitse componist, pianist en muziekpedagoog. Hij was de zoon van het Joodse echtpaar Isaac Moszkowski en Salomia Moszkowski, geboren Hirschberg (nu Jelenia Góra in Polen) en had een drie jaar oudere broer Alexander. De familie was van Poolse afkomst.

## Levensloop
Moszkowski begon zijn muziekstudie in Dresden. Later ging hij naar Berlijn. Eerst studeerde hij daar aan het Stern'sche Konservatorium bij Eduard Frank (piano) en Friedrich Kiel (compositie). Later studeerde hij bij Theodor Kullak (piano), Richard Wüerst (1824–1881) (compositie, Heinrich Ludwig Egmont Dorn (1804–1892) (orkestratie) aan de Neue Akademie der Tonkunst. Zelf doceerde hij later rond 25 jaar aan deze academie. Tot zijn leerlingen behoorden Frank Damrosch, Józef Hofmann, Ernst Jonas, Joaquin Nin, Vlado Perlemuter, Wilhelm Sachs, Helene von Schack, Ernest Schelling, dirigent Thomas Beecham, Joaquín Turina Pérez, Albert Ulrich en Johanna Wenzel.
Na zijn debuut als pianist in Berlijn in 1873 werd hij spoedig als concertpianist bekend. Moszkowski werd zelf door Franz Liszt, met wie hij vierhandig speelde, gerespecteerd. Na een succesvolle carrière als concertpianist en dirigent vestigde hij zich in 1897 in Parijs. In 1899 werd hij als lid gekozen van de Berlijnse Kunstacademie.
Hoewel tegenwoordig weinig bekend, was Moszkowski in het einde van de negentiende eeuw zeer populair en gerespecteerd. Hij was uiterst productief en componeerde meer dan tweehonderd werken. Paderewski zei over hem: "Na Chopin begrijpt Moszkowski het best hoe voor piano gecomponeerd moet worden."
Hij componeerde veel kleinere pianostukken die hem zeer populair maakten, zoals zijn Spaanse dansen op. 12. Tegenwoordig is hij meer bekend om zijn vijftien Études de Virtuosité, op. 72, die uitgevoerd zijn door virtuoze pianisten zoals Vladimir Horowitz en Marc-André Hamelin. Veel van zijn kleine maar briljante pianostukken zoals Étincelles worden gebruikt als encore aan het einde van een concert.
Moszowski componeerde ook grotere werken: het Pianoconcert in E-majeur, op. 59, dat voor de Eerste Wereldoorlog tot de populairste bijdragen in dit genre telde, het Vioolconcert in C-majeur, op. 30, twee orkestrale suites (opp. 39 & 47), en het symfonisch gedicht Johanna d'Arc, op. 19. Ook schreef hij kamermuziek, zoals de Suite in g-mineur voor twee violen en piano, op. 71.
De opera Boabdil schreef hij op basis van een historisch Spaans thema. De première was op 21 april 1892 in de Berlijnse Opera, en het werk werd in het jaar daarop ook uitgevoerd in Praag en New York. Vooral de balletmuziek uit deze opera was een aantal jaren erg populair.
Moszkowski trouwde op 28 oktober 1884 in Parijs met Henriette Chaminade (1863–1900), zuster van de Franse componiste Cécile Chaminade.
Op 54-jarige leeftijd leefde hij als een kluizenaar en was hij regelmatig ziek. Hij had zijn vrouw en dochter verloren en zijn zoon was opgeroepen om in het Franse leger te dienen. Hij werd, zoals een vriend hem beschreef, niet langer ‘gestimuleerd door ambitie’.
Hij had al zijn auteursrechten verkocht en investeerde het enorme kapitaal in Duitse en Russische (en Russisch-Poolse) fondsen. Als gevolg van het uitbreken van de Eerste Wereldoorlog en de ineenstorting van beide landen verloor hij zijn gehele kapitaal. Dankzij de financiële hulp van twee oud-leerlingen, Josef Hoffmann en Bernhard Pollack werden zijn ergste geldzorgen weggenomen. In 1924 zou nog een benefietconcert voor Moszkowski plaatsvinden in New York. Dat leverde zoveel geld op dat een deel direct aan de bejaarde componist zou worden overgemaakt, terwijl hem van het restant een jaargeld zou worden uitbetaald. Zowel lichamelijk als geestelijk totaal uitgeput stierf hij echter al in 1925 in Parijs aan de gevolgen van maagkanker.

## Composities (Selectie)

### Werken voor orkest
- 1874 Pianoconcert in b-mineur, op. 3 (herontdekt in 2008 en uitgegeven door Simétrie in 2013)
- 1875-1876 Jeanne d'Arc, symfonisch gedicht, op. 19 - première: 23 februari 1877, door de "Berliner Symphonie-Kapelle" o.l.v. Franz Mannstädt
- 1882 Vioolconcert in C-majeur, op. 30 (opgedragen aan de violist Emile Sauret)
- 1885 Première Suite d'orchestre, voor orkest, op. 39
  1. Allegro molto e brioso
  2. Allegro giocoso
  3. Tema con variazioni
  4. Intermezzo
  5. Perpetuum mobile
- 1887 Cortège, voor orkest, op. 43a
- 1890 Deuxième Suite d'orchestre, voor orkest, op. 47
  1. Preludio
  2. Fuga
  3. Scherzo
  4. Larghetto
  5. Intermezzo
  6. Marcia
- 1893 Fackeltanz, voor orkest, op. 51
- 1896 Près du berceau, voor orkest, op. 58b

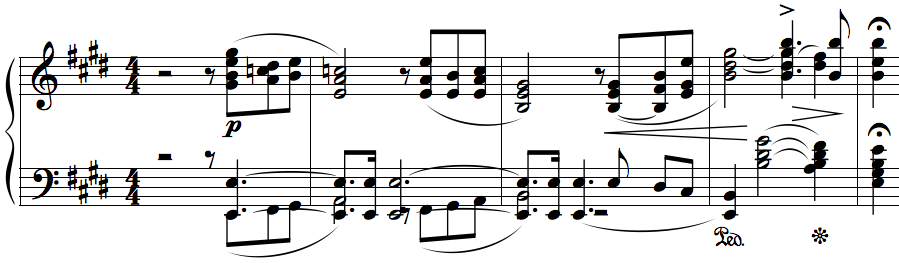
Orkestraal begin van het 1e deel uit het pianoconcert in E majeur

- 1898 Pianoconcert in E majeur, op. 59 (opgedragen aan Monsieur Josef Casimir Hofmann)
  1. Moderato[1]
  2. Andante[2]
  3. Scherzo. Vivace[3]
  4. Allegro deciso[4]
- 1899 Poolse Volksdansen, voor orkest (naar Op. 55/1 & 4), op. 55a
- 1904 Habanera, voor orkest, op. 65b
- 1908 Troisième Suite d'orchestre, voor orkest, op. 79
  1. Allegro
  2. La note obstinée
  3. Tempo di valse
  4. Allegro deciso
- 1910 Prélude en fuga voor strijkorkest, op. 85
- 1911 Spanischer Tanz, voor orkest (naar Op. 65/2), op. 65c
- Symfonie in d-mineur, MoszWV 146

### Werken voor harmonieorkest
- 3 Spaanse dansen, voor harmonieorkest - bewerkt door Piet Stalmeier

### Muziektheater

#### Opera's
| Voltooid in | titel                                        | aktes       | première                                  | libretto        |
| ----------- | -------------------------------------------- | ----------- | ----------------------------------------- | --------------- |
| 1888-1892   | Boabdil, de laatste koning der Moren, op. 49 | 3 bedrijven | 21 april 1892, Berlijn, Koninklijke opera | Carl Wittkowsky |

#### Balletten
| Voltooid in | titel                                            | aktes       | première                                     | libretto     | choreografie |
| ----------- | ------------------------------------------------ | ----------- | -------------------------------------------- | ------------ | ------------ |
| 1892-1895   | Zwergkönig Laurin (Dwergenkoning Laurin), op. 53 | 3 bedrijven | 28 februari 1896, Berlijn, Koninklijke opera | Emil Taubert | Emil Graeb   |

#### Toneelmuziek
- 1887 Der Schäfer putzte sich zum Tanz scène uit Goethe's "Faust", voor solisten, gemengd koor en klein orkest, op. 44
- 1896 Don Juan en Faust, ouverture en toneelmuziek tot het gelijknamige drama van Christian Dietrich Grabbe uit 1828, op. 56
  1. Ouverture
  2. Entr'acte
  3. Sarabande
  4. Passepied
  5. Intermezzo
  6. Fantasmagorie
  7. Minuetto
- 1896 Variationen im Stile moderner Komponisten von Czerny bis Liszt über das volkstümliche Thema "Im Grunewald ist Holzauktion" MoszWV 205 - naar Alexander Moszkowkis Anton Notenquetscher am Klavier

### Kamermuziek
- 1878 Twee stukken, voor viool en piano, op. 16
  1. Ballade in g-mineur
  2. Bolero
- 1882 Drie stukken, voor cello en piano, op. 29
  1. Air
  2. Tarentelle
  3. Berceuse
- 1902 Suite in g-mineur, voor 2 violen, viola en piano, op. 71

### Werken voor orgel
- 1913 Introduction et Allegro, voor eolische orgel, op. 90 (niet gepubliceerd)

### Werken voor piano
- 1875 Homage à Schumann, fantaisie, op. 5
- 1876 Drie stukken, voor piano vierhandig, op. 11
  1. Polonaise
  2. Wals
  3. Hongaarse dans
- 1876 (5) Spaanse dansen, voor piano vierhandig, op. 12
  1. C-majeur[5]
  2. g-mineur[6]
  3. A-majeur[7]
  4. Bes majeur[8]
  5. Bolero[9]
- 1879 Processiemars uit "Jeanne d‘Arc", voor 2 piano's, op. 19a
- 1884 Aus aller Herren Länder, voor twee piano's, op. 23
- 1880 Deutsche Reigen, voor twee piano’s, op. 25
- 1882 Miniatures, op. 28
- 1885 Caprice espagnol, op. 37[10]
- 1886 Huit Morceaux caractéristiques, op. 36
  1. Pièce rococo
  2. Rêverie
  3. Expansion
  4. En automne
  5. Air de ballet
  6. Étincelles[11]
  7. Valse sentimentale
  8. Pièce rustique
- 1892 Balletmuziek uit de opera "Boadbil, de laatste koning der Moren", voor piano solo, op. 49a
  1. Malagueña
  2. Scherzo-Valse
  3. Maurische Fantasia
- 1896 Zes Airs de ballet', voor 2 piano's (naar Op. 56/2-7), op. 56a
- 1896 Tristesses et sourires, op. 58
  1. Effusion
  2. Consolation
  3. Près du berceau
  4. Vieux souvenir
  5. Historiette d'enfants
  6. Mélancolie
  7. Rêve étrange
  8. Résignation
- 1897 Poolse volksdansen, voor twee piano’s, op. 55
  1. Mazurka
  2. Mazurka
  3. Polonaise
  4. Krakowiak
- 1900 Nieuwe Spaanse dansen, op. 65
- 1903 Per aspera. Quinze Études de virtuosité, op. 72
- 1907 Dix Pièces mignonnes, op. 77

## Media
|  |                                                                          |
|  | Pianoconcert in E - 1e deel van Moritz Moszkowski (1898) (download·info) |

|  |                                                                          |
|  | Pianoconcert in E - 2e deel van Moritz Moszkowski (1898) (download·info) |

|  |                                                                          |
|  | Pianoconcert in E - 3e deel van Moritz Moszkowski (1898) (download·info) |

|  | |
|  | Huit Morceaux caractéristiques, op. 36, nr. 6 "Étincelles" van Moritz Moszkowski (1886) (download·info) |